# 1984 (роман)
«1984» (англ. Nineteen Eighty-Four, «тысяча девятьсот восемьдесят четвёртый») — роман-антиутопия Джорджа Оруэлла о тоталитарном обществе с культом личности партийного лидера Большого Брата, постоянным правительственным контролем повседневной жизни и регулярными войнами. Изданный в 1949 году роман стал последним и, по господствующему мнению, самым главным произведением писателя.
Роман «1984» наряду с такими произведениями, как «Мы» Евгения Замятина (1920), «О дивный новый мир» Олдоса Хаксли (1932) и «451 градус по Фаренгейту» Рэя Брэдбери (1953), считается одним из образцов жанра антиутопии.
Кроме того, роман, став классическим литературным образцом политической и антиутопической беллетристики, послужил мощным толчком к популяризации эпитета «оруэлловский», а также к апеллятивации таких понятий из романа, как «Большой Брат», «двоемыслие», «полиция мыслей», «мыслепреступление», «новояз» и «2 + 2 = 5».
Тематически, роман посвящён последствиям тоталитаризма, массового наблюдения и промывания мозгов людей в тоталитарном обществе, прообразом которого для демократического социалиста Оруэлла служили сталинизм СССР и нацистская Германия.

## История создания
В письме своему издателю Фреду Уорбургу от 22 октября 1948 года Оруэлл сообщил, что первая мысль о романе возникла у него в 1943 году:356. Он органично продолжает тему «преданной революции», раскрытую в «Скотном дворе». Первыми названиями романа были «Последний человек в Европе» и «Live and Dead» («Живые и мёртвые»). Появляются основные моменты и линии — двухминутки ненависти, двоемыслие, новояз, любовь и страх в тоталитарном обществе.

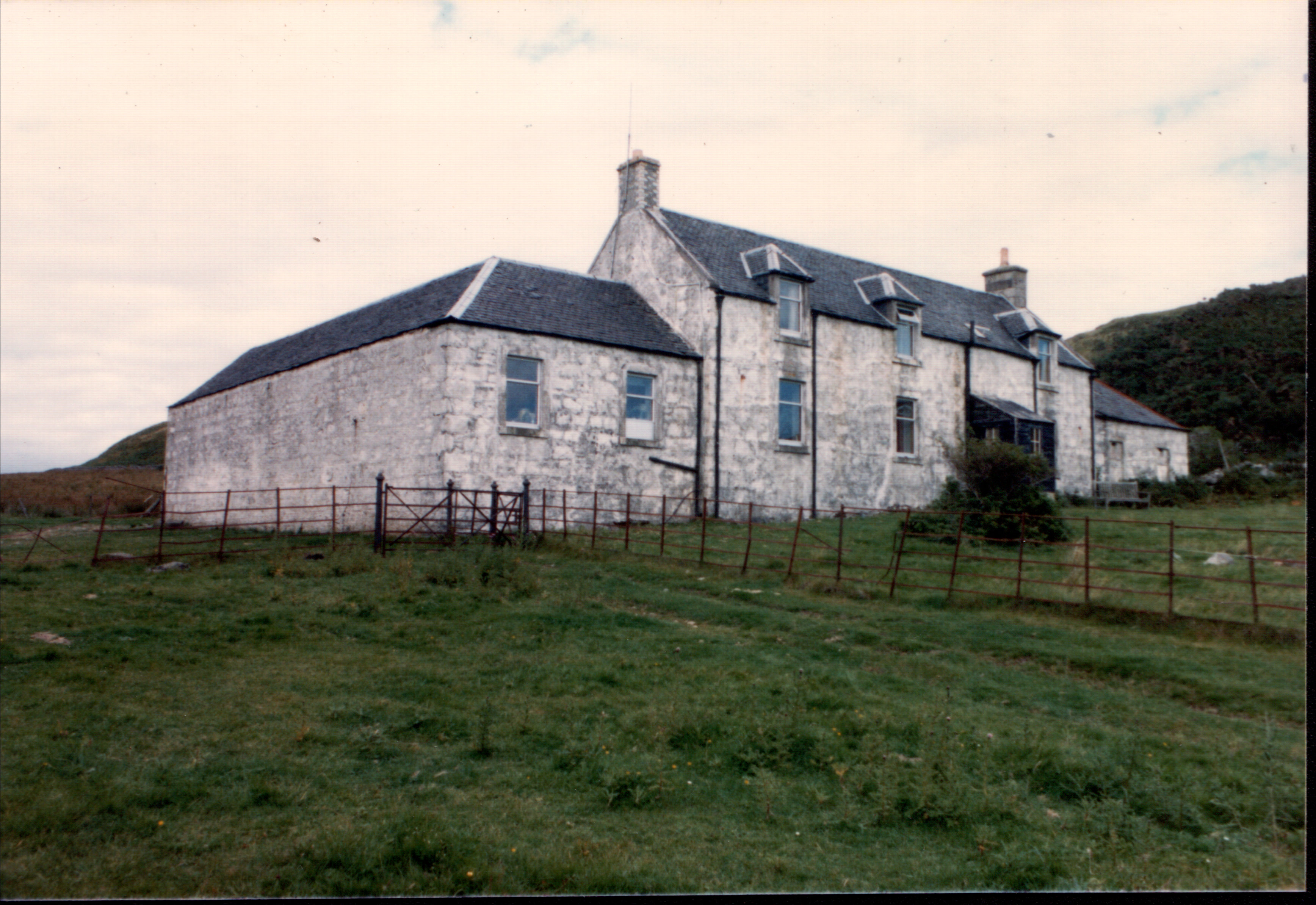
Дом на острове Джура, в котором Оруэлл работал над романом «1984»

В романе прослеживается также ряд параллелей или даже заимствований из творчества предшественников Оруэлла, прежде всего, романа-антиутопии Евгения Замятина «Мы» (Благодетель — Старший Брат; Единое Государство — Океания; операция по удалению из мозга центра фантазии — промывка мозгов). Английский критик Исаак Дойчер ещё в 1955 году обратил внимание, что Оруэлл «заимствовал идею, сюжет, главных героев, символику и всю атмосферу» замятинского «Мы». В письме Глебу Струве от 17 февраля 1944 года Оруэлл писал: «Вы меня заинтересовали романом „Мы“, о котором я раньше не слышал. Такого рода книги меня очень интересуют, и я даже делаю наброски для подобной книги, которую раньше или позже напишу».
Черновой вариант романа был закончен в октябре 1947 года, однако работа была прервана из-за обострения туберкулёза. Выйдя из клиники, Оруэлл 28 июля 1948 года приехал на остров Джура для окончания романа. В октябре он попросил Уорбурга прислать ему машинистку, однако никто не согласился ехать на отдалённый остров, и тяжелобольной Оруэлл перепечатал роман сам. Впервые роман объёмом издания в 328 страниц был опубликован 8 июня 1949 года и вызвал восторг критики. К октябрю 1949 года было продано свыше 22 000 экземпляров книги. В 1953 году был выпущен радиоспектакль, в 1956 и 1984 годах по роману были сняты одноимённые фильмы. К 1989 году роман был переведён более чем на 65 языков.

## Персонажи

### Основные персонажи
- Уинстон Смит (англ. Winston Smith) — главный герой, 39-летний мужчина. Родился в Лондоне в 1944 или 1945 году — точную дату установить невозможно. С молодых лет работает в Министерстве Правды, в отделе документации: в его обязанности входит внесение уточнений в документы, которые содержат факты, противоречащие партийной пропаганде. Внешне он делает вид, что является приверженцем партийных идей, тогда как в душе глубоко их ненавидит. На протяжении всего романа одет в униформу партийного работника внешней партии. Протагонист получил своё имя в честь Уинстона Черчилля, лидера английской партии консерваторов, которая была враждебна политическим взглядам Оруэлла[15].
- Джулия (англ. Julia) — девушка, влюблённая в главного героя. Ей 26 лет, у неё пышные каштановые волосы и карие глаза, тонкая талия, перетянутая красной перевязью Молодёжного Антиполового Союза. Работает в Министерстве Правды в Художественном отделе. Искусно притворяется яростной сторонницей Партии, в то время как постоянно нарушает партийные законы.
- О’Брайен (англ. O'Brien) — антагонист, высокопоставленный член Внутренней Партии. Описывается как «рослый плотный мужчина с толстой шеей и грубым насмешливым лицом». Однако при этом О’Брайен не лишён обаяния, умён, а внешность боксёра-тяжеловеса в сочетании с воспитанностью даёт странный контраст. «Завербовал» Уинстона и Джулию в Братство — по его словам, подпольную антиправительственную структуру, в которой из-за конспирации и децентрализации каждый участник знает лишь троих-четверых других, а точное их число неизвестно никому. Позднее содействует аресту Уинстона и Джулии и «перевоспитывает» Уинстона в Министерстве Любви.

### Эпизодические персонажи
- Мистер Чаррингтон (англ. Charrington) — продавец в лавке антиквариата, в действительности являющийся агентом полиции мыслей. Сдаёт Уинстону и Джулии комнату, позднее руководит их арестом.
- Сайм (англ. Syme) — образованный коллега Уинстона. Один из наиболее симпатичных ему персонажей. Является филологом и работал над 11-м изданием словаря новояза. Мечтал изменить язык настолько, чтобы инакомыслие стало невозможным. Позже был «распылён».
- Парсонс (англ. Parsons) — сосед и коллега Уинстона. Описывается как толстый, активный мужчина лет 35, от которого всегда пахнет потом. Уинстон и Сайм не очень его любят. Он является идеальным членом партии: энергичен, работоспособен, не склонен к рассуждениям, беспрекословно верит всему, чему учит партия. Является главным активистом туристических походов и партийных акций. Невероятно глуп, но добродушен; очень любит детей. Позднее был арестован полицией мыслей по наводке своей дочери за то, что во сне говорил «долой Большого Брата», и «распылён».
- Амплфорт (англ. Ampleforth) — коллега Уинстона, сотрудник министерства правды. Описывается как высокий, нескладный человек с ушами, покрытыми шерстью. По специализации — поэт, считается одним из лучших специалистов по рифмам и так называемым «каноническим текстам» (то есть переводам поэтических произведений с классического английского языка на новояз). В третьей части романа оказывается в камере предварительного заключения вместе с Уинстоном из-за того, что в одном из его переводов имелось слово «Бог» («We were producing a defenitive edition of the poems of Kipling. I allowed the word 'God' to remain at the end of a line»), после чего исчезает в «комнате 101».
- Мартин (англ. Martin) — слуга О’Брайена, описывается как низкорослый щуплый человек с монголоидным лицом, в белом костюме слуги.

### Персонажи, упоминаемые в романе, но не участвующие в его событиях

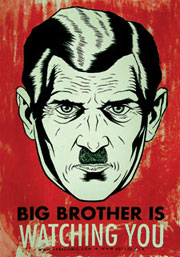
Плакат «Большой брат следит за тобой»

- Большой Брат (англ. Big Brother) — единоличный лидер партии. Изображается как черноусый мужчина средних лет. Утверждение единоличной власти Старшего Брата началось в 1960 году, с этого времени началось истребление руководителей партии, непосредственно участвовавших в революции; этот процесс завершился в начале 1970-х годов. Вероятно, прообразом Большого Брата являлся Иосиф Сталин.
- Эммануэль Голдстейн (англ. Emmanuel Goldstein) — враг государства № 1. Когда-то он был одним из вождей революции, но позднее, по официальной версии партии, предал её и бежал за границу. В Океании считается, что он создал тайное Братство, целью которого является борьба с партией. Считается номинальным автором книги «Теория и практика олигархического коллективизма» (хотя из слов О’Брайена, возможно, следует, что книга сфабрикована идеологами внутренней партии для облегчения процесса выявления и отлова инакомыслящих). Прообразом Голдстейна послужил Лев Троцкий[15].
- Кэтрин (англ. Katharine) — формально жена Уинстона, фактически разведена с ним и фигурирует только в воспоминаниях главного героя. Описывается как высокая блондинка с благородным профилем; однако при своей внешней привлекательности она, по словам Уинстона, — «самое глупое существо», с которым когда-либо он был знаком. Глубоко предана партийным идеям, испытывала огромное отвращение к сексу, но еженедельно требовала от Уинстона «исполнения партийного долга» для зачатия ребёнка. После серии неудачных попыток забеременеть она покинула Уинстона.
- Джонс (англ. Jones), Аро́нсон (англ. Aaronson) и Ре́зерфорд (англ. Rutherford) — бывшие высокопоставленные члены внутренней партии. Они были первоначальными лидерами революции, однако позднее обвинены в предательстве революции и арестованы. Под пытками они сознались во всех преступлениях, в которых их обвиняла партия, были помилованы, временно освобождены, однако потом почти сразу повторно осуждены и расстреляны. Во время своей работы Уинстон случайно обнаружил доказательство их невиновности — фотографию участников партийной конференции в Нью-Йорке, на которой они присутствовали. Фотография была сделана в 1960 году, в то время, когда, согласно предъявленным обвинениям, они находились на тайном евразийском аэродроме в Сибири, где якобы общались с представителями евразийской разведки.

## Сюжет
Главный герой, Уинстон Смит, живёт в Лондоне, работает в Министерстве правды и является членом внешней партии. Он не разделяет партийные лозунги и идеологию и в глубине души сильно сомневается в партии, окружающей действительности и вообще во всём, в чём только можно сомневаться. Чтобы «выпустить пар» и не совершить какой-нибудь безрассудный поступок, ведёт дневник, в котором старается излагать все свои сомнения, на людях же притворяется приверженцем партийных идей. Он опасается, что девушка Джулия, работающая в том же министерстве, шпионит за ним и стремится разоблачить. В то же время Смит предполагает, что высокопоставленный сотрудник из министерства, член внутренней партии О’Брайен, также не разделяет мнения партии и является подпольным революционером.
Однажды оказавшись в районе пролов (пролетариев), где члену партии появляться нежелательно, он заходит в антикварную лавку Чаррингтона. Тот показывает ему комнату наверху, и у Смита рождается мечта пожить там хотя бы неделю. На обратном пути ему встречается Джулия. Смит понимает, что она следила за ним, и приходит в ужас. Он колеблется между страхом и желанием убить её. Побеждает страх, и он не решается догнать Джулию. Вскоре Джулия в министерстве передаёт ему записку, в которой признаётся ему в любви. У них завязывается роман, они регулярно устраивают свидания, комната у Чаррингтона становится местом их встреч. Уинстона, однако, не покидает мысль, что они уже покойники (свободные любовные отношения между мужчиной и женщиной, являющимися членами партии, запрещены). Уинстон и Джулия решаются на безумный поступок: они идут к О’Брайену и просят принять их в подпольное Братство, хотя сами не уверены, что он в нём состоит. О’Брайен их принимает и даёт им книгу, написанную врагом государства Голдстейном.
Через некоторое время их арестовывают в комнатке у Чаррингтона, так как действия О’Брайена оказываются провокацией полиции мыслей. В Министерстве Любви Уинстона долго обрабатывают. Главным палачом, к удивлению Уинстона, оказывается О’Брайен. Поначалу Уинстон пытается бороться, однако от постоянных физических и психических мучений он постепенно отрекается от себя, от своих взглядов, надеясь отречься от них разумом, но не душой. Он отрекается от всего, кроме своей любви к Джулии. Однако и эту любовь ломает О’Брайен, пытая Уинстона его главным страхом — крысами в комнате 101, заставляя отречься от любви. Уинстон предаёт её, думая, что предал лишь на словах, разумом, от страха. Однако, будучи «излечён» от революционных настроений и на свободе, он, сидя в кафе и попивая джин, понимает, что в тот момент, когда отрёкся от неё разумом, отрёкся полностью. Он предал свою любовь. В это время по радио передают сообщение о победе войск Океании над армией Евразии, и Уинстон понимает, что теперь он полностью излечился. Теперь он действительно любит партию, любит Большого Брата.

## Название
Рабочее название романа, над написанием которого Оруэлл работал на протяжении 1940-х годов, звучало как «Последний человек в Европе» (англ. «The Last Man in Europe»). Известно, что издатель книги Фредерик Варбург настаивал на смене названия для повышения интереса потенциальных читателей. Причины, по которым автор остановился на названии «1984», до конца не ясны. Наиболее распространённым является мнение, что год действия романа избран простой перестановкой последних двух цифр года написания романа — 1948.

## Прообразы
В своём эссе «Почему я пишу» (1946) Оруэлл настаивал на том, что все его произведения, начиная с периода Гражданской войны в Испании, были прямо или косвенно против тоталитаризма и за демократический социализм, как он его понимал.
Во многих отношениях роман является продолжением предыдущих произведений Джорджа Оруэлла — в некоторой степени мемуаров о Гражданской войне в Испании «Памяти Каталонии» и особенно повести «Скотный двор». В «1984» продолжены основные мотивы «Скотного двора» — преданная революция, опасность ограничения личных свобод, авторитарная бонапартистская диктатура, эксплуатирующая попранные ею же достижения революции, — а также вводится образ, соответствующий Льву Троцкому (Снежок в «Скотном дворе», Голдстейн в «1984»).
В книге изображена тоталитарная система, пришедшая на смену капитализму. При этом новое общество полностью отрицает свободу и автономию личности. Для него характерны: мобилизация всех сил для реализации глобальной цели; концентрация власти в руках одной партии, направляемой вождём; безраздельная монополия на средства коммуникации; считаемая единственно верной идеология; полный контроль над общественной и частной жизнью; жестокое насилие в отношении всех инакомыслящих и несогласных; постоянные поиски врагов, с которыми ведётся непримиримая война; материальная нищета и всеобщий страх.
Незадолго до смерти Оруэлл писал:
Мой роман не направлен против социализма или британской лейбористской партии (я за неё голосую), но против тех извращений централизованной экономики, которым она подвержена и которые уже частично реализованы в коммунизме и фашизме. Я не убеждён, что общество такого рода обязательно должно возникнуть, но я убеждён (учитывая, разумеется, что моя книга — сатира), что нечто в этом роде может быть. Я убеждён также, что тоталитарная идея живёт в сознании интеллектуалов везде, и я попытался проследить эту идею до логического конца. Действие книги я поместил в Англию, чтобы подчеркнуть, что англоязычные нации ничем не лучше других и что тоталитаризм, если с ним не бороться, может победить повсюду.
Культ личности Старшего Брата — черноволосого и черноусого мужчины средних лет, большинство комментаторов отождествляют с культом Сталина в СССР.
Антиподом Старшего Брата является Эммануэль Голдстейн, которому Оруэлл придал внешнее сходство с Львом Троцким. Согласно книге, «Голдстейн, отступник и ренегат, когда-то, давным-давно (так давно, что никто уже и не помнил, когда), был одним из руководителей партии, почти равным самому Старшему Брату, а потом встал на путь контрреволюции, был приговорён к смертной казни и таинственным образом сбежал, исчез».
Кроме Голдстейна, руководителями революции являлись Джонс, Аронсон и Резерфорд, которых разоблачили как предателей и контрреволюционеров и в конечном итоге расстреляли. Таким образом Старший Брат остался единственным из вождей революции.
Внешняя политика государства Океания часто менялась. У неё, постоянно находившейся в состоянии войны, приблизительно каждые четыре года происходила смена врага — либо Остазия, либо Евразия. При этом после каждого нового витка войны официальная доктрина повторяла: «Океания воюет с Остазией/Евразией. Океания ВСЕГДА воевала с Остазией/Евразией». Работа главного героя состояла в чистке и замене документальных данных. Так, после очередной смены противника, сотрудники министерства правды трудились практически непрерывно целую неделю. После завершения работы «ни один человек на свете документально не докажет, что война с Евразией была».
Формулой свободы личности становится формула «2 × 2 = 4» как символ здравого смысла: «Свобода — это возможность сказать, что дважды два — четыре».

## Мир в «1984»

### Политическая география

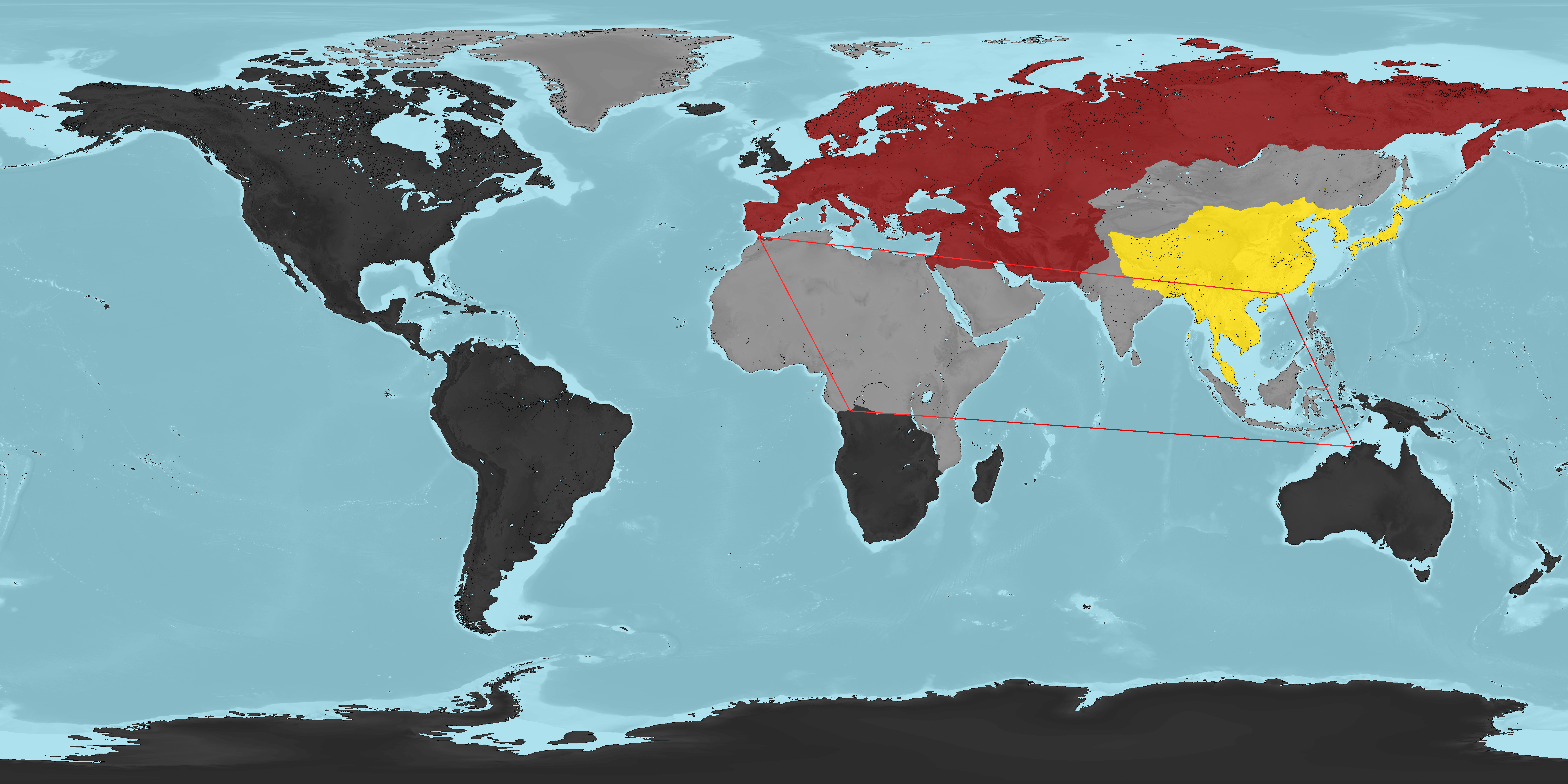
Политическая карта мира в романе «1984»

Действие романа происходит в 1984 году в Лондоне — главном городе Военно-воздушной Зоны № 1, (вариант перевода — «Взлётной полосы I», англ. Airstrip One), бывшей Великобритании, которая, в свою очередь, является третьей по населению провинцией тоталитарного государства Океания. Океания находится в состоянии перманентной войны с двумя другими тоталитарными сверхдержавами — Евразией и Остазией, при этом в каждый момент времени Океания воюет против одной из двух остальных сверхдержав в союзе с другой, а затем неожиданно союзник и противник меняются местами. Чётких границ между этими государствами не существует, лишь условные.
- Океа́ния (англ. Oceania) занимает третью часть земного шара и включает Северную и Южную Америку, Великобританию, Ирландию, Исландию, Южную Африку, Австралию и, собственно, Океанию. В романе ничего не говорится о принадлежности Антарктиды к Океании, однако упоминается, что на этом континенте находятся секретные океанийские полигоны. Государственная идеология — «английский социализм» (ангсоц).
- Евра́зия (англ. Eurasia) занимает территории Советского Союза, Европы и Турции. Государственная идеология — необольшевизм.
- Оста́зия (англ. Eastasia) занимает территорию Китая, Японии, Кореи, частично Монголии и Индии. Для наименования государственной идеологии этой страны используется китайское слово, которое Голдстейн в своей книге переводит как «культ смерти» или «стирание личности». Согласно книге Голдстейна, ангсоц, необольшевизм и «культ смерти» имеют много общего — это тоталитарные идеологии, пропагандирующие милитаризм, коллективизм и культ личности вождя.
- Спорные территории. Северная Африка, Средний Восток и Юго-Восточная Азия являются спорными территориями, за обладание которыми воюют три сверхдержавы. Эти территории постоянно переходят от одной страны к другой, так как ни одна из держав не может добиться победы. Война ведётся только на спорных территориях — каждая из сверхдержав настолько сильна, что не может быть завоёвана даже объединёнными силами двух других, поэтому державы воздерживаются от крупных наступательных операций.

Хотя об Американском континенте роман упоминает лишь мельком, но существует несколько косвенных доказательств, свидетельствующих о подчинённом отношении бывшей Великобритании по отношению к бывшим Соединённым Штатам (например, государственной валютой всей Океании является доллар). Фактически основное предназначение Взлётной полосы № 1 состоит в её использовании в качестве плацдарма для авиаударов и ракетных ударов по материковой Европе. Соответственно, сама она является мишенью для ответных бомбардировок. Однако Джулия предполагает, что эти атаки могут быть организованы самими же властями Океании, которым необходимо держать своё население в страхе и повиновении.

### История
Согласно воспоминаниям Уинстона Смита в книге, приписываемой Эммануэлю Голдстейну, вскоре после Второй мировой войны Великобритания была разорвана изнутри вспыхнувшей гражданской войной, в которой участвовали различные враждующие группировки. Ослабление страны вследствие разрушительной гражданской войны привело к её поглощению новой мировой сверхдержавой — Океанией. Примерно в это же время Советский Союз начал свою экспансию в Западную Европу и образовал новый союз под названием Евразия, а ещё через некоторое время в Восточной Азии образовался третий центр силы — Остазия.
Новый расклад сил на политической карте мира был нарушен Третьей мировой войной, вызвавшей катастрофические разрушения по всему миру в силу того, что война из наземной переросла в ядерную. Сотни ядерных взрывов в 1950-х годах уничтожили множество городов в Европе, Северной Америке и европейской части России. Поняв опасность собственного уничтожения в результате такой войны, сверхдержавы отказались от использования оружия массового поражения; тем не менее, наземная и воздушная война между ними продолжалась и в дальнейшем.
Все три державы продолжали накапливать атомные бомбы в расчёте на то, что рано или поздно представится удобный случай, когда они смогут решить войну в свою пользу. Войны между державами велись за Экваториальную Африку или страны Ближнего Востока, за индонезийский архипелаг, но не за землю, а за рабочие руки, чтобы производить как можно больше оружия и захватывать новые территории и новые рабочие руки.
При этом державы не только не могли покорить одна другую, но и не получили бы от этого никакой выгоды. Условия жизни в них были весьма схожи (та же пирамидальная структура, тот же культ полубога-вождя, та же экономика). Автор называет войну сверхдержав мошенничеством, похожим на схватки жвачных животных, чьи рога растут под таким углом, что не способны ранить соперника.
Правящие группы посвятили себя завоеванию мира, но вместе с тем они понимают, что война должна длиться постоянно, без победы или поражения. Её главная цель — сохранить общественный строй, уничтожая не только человеческие жизни, но и плоды человеческого труда, так как было ясно, что общий рост благосостояния угрожает иерархическому обществу гибелью, лишая тем самым власти правящие группы. Если громадная масса людей станет грамотной, научится думать самостоятельно, то она просто «выбросит» привилегированное меньшинство за ненадобностью. Война же и голод помогали держать людей, отупевших от нищеты, в повиновении.

### Общество

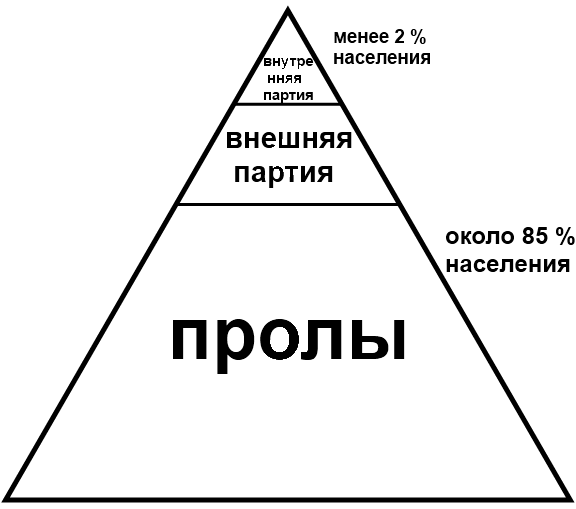
Социальная пирамида в романе «1984»

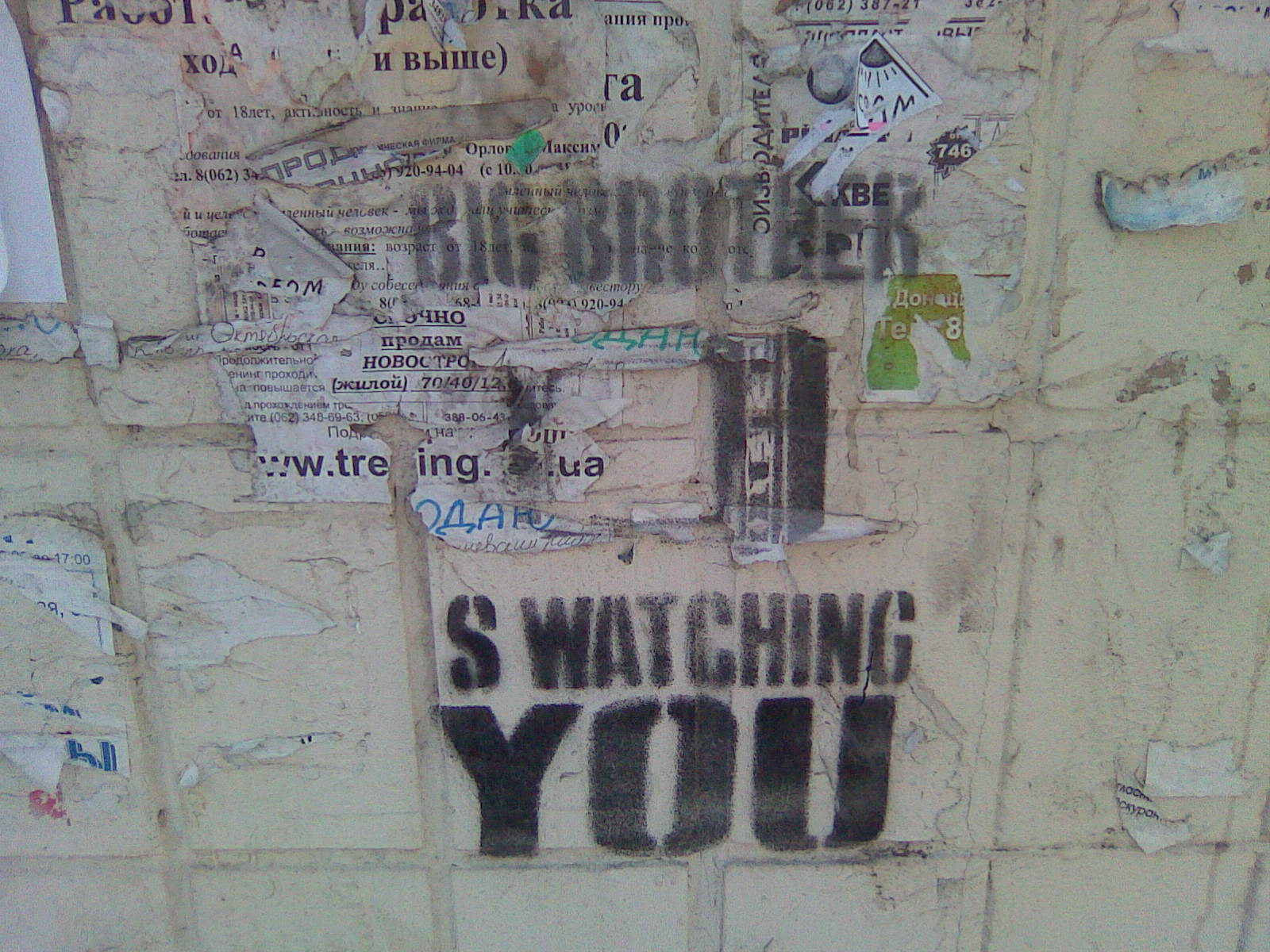
Граффити «Большой Брат смотрит за тобой» (Донецк)

Океания — государство с жестоким тоталитарным строем. Жители лишены гражданских прав и индивидуальности. В партийном обществе, помимо культа личности Большого Брата и беспрекословного подчинения властям, все обязаны придерживаться пуританских взглядов и всем молодым людям рекомендуют входить в так называемый Молодёжный Антиполовой Союз, где им внушается отвращение к половым связям и любви. Любовь является мыслепреступлением, а браки заключаются исключительно в репродуктивных целях. Однако партия со временем планирует устранить и этот остаток личного пространства людей, разработав метод устранения медицинским путём физиологической потребности человека к любовной близости с последующим переходом на оплодотворение путём искусственного осеменения.

Телекраны на площади Победы. Кадр из фильма «1984»

В Океании действует жёсткая социальная иерархия. Население Океании составляет приблизительно 300 миллионов человек, из которых лишь 45 миллионов партийные. Парламента и правительства не существует, вся власть сосредоточена в руках партии ангсоц, которая делится на Внешнюю партию и Внутреннюю партию. Высшей общественной кастой является Внутренняя партия, в которую входят высшие чины министерств и остальное высшее руководство Океании. В руках Внутренней партии сосредоточена вся власть и богатства Океании. В отличие от почти нищих членов Внешней Партии, члены Внутренней партии получают большую зарплату и имеют доступ к таким редчайшим продуктам, как чай, белый хлеб и сахар, а также к таким, к которым члены Внешней партии не имеют доступа: молоко, настоящий кофе, вино и фрукты. Сотрудники Внутренней Партии составляют примерно 2 % от всех жителей Океании. Средней кастой является Внешняя партия, в которую входили бесчисленные номенклатурные работники и низшие члены Партии. Члены Внешней партии живут в нищете и постоянно находятся под наблюдением Полиции мыслей. Сотрудники Внешней Партии составляют примерно 13 % от всех жителей Океании.
Члены Партии обязаны отдавать своих детей в скауты: военно-политическую молодёжную организацию, где детям навязывается любовь к Партии и Большому Брату. Также из детей тренируют будущих солдат, осведомителей и сотрудников полиции мысли, к примеру, учат следить за родителями. В книге упоминалось, что в газетах почти ежедневно появлялись сообщения о детях, которые уличили родственников в мыслепреступлении и сдали их полиции мыслей.
Низшей кастой является беспартийный пролетариат (на новоязе — пролы), который так же, как и Внешняя партия, нищенствует, но, в отличие от Внешней Партии, пролы предоставлены сами себе, в их домах почти отсутствуют телекраны и распространяются преступность и спекуляция. Пролы составляют около 85 % всего населения Океании и являются основным источником доходов.
Ещё ниже пролов находятся временные рабочие с отвоёвываемых спорных территорий, но в романе главные герои с ними напрямую не сталкиваются. С другой стороны, в романе есть намёки на существование каст, находящихся ещё выше Внутренней партии.

#### Уровень жизни
Общество Взлётной полосы I и, согласно «Книге», почти весь мир живёт в бедности: голод, болезни и грязь — это норма. Многие города разрушены — это следствие гражданской войны, атомных войн и, предположительно, вражеских (возможно, под ложным флагом) ракет. Социальные разрушения и разрушенные здания окружают Уинстона, кроме зданий министерств, очень маленькая часть Лондона была перестроена. Члены Внешней партии потребляют синтетические пищевые продукты и некачественные «предметы роскоши», такие как масляный джин и плохо набитые сигареты, распространяемые под брендом «Победа». (Это пародия на низкокачественные индийские сигареты «Победа», широко распространённые в Британии во времена Второй мировой войны. Они использовались потому, что было легче импортировать их из Индии, чем американские сигареты через Атлантический океан из-за Битвы за Атлантику).
Уинстон описывает, что даже такая простая вещь, как ремонт сломанной стеклянной панели, требует подтверждения комитета, которое может занять несколько лет, и поэтому многие, кто живёт в одном из блоков, обычно сами занимаются ремонтом (Уинстона пригласила миссис Парсонс, чтобы отремонтировать её засорившуюся раковину). Во всех квартирах членов Внешней партии установлены телекраны, которые служат и как источники пропаганды, и как устройства для слежки за членами партии; в них можно убавить громкость, но они не могут быть выключены.
В отличие от своих подчинённых, члены Внутренней партии живут в чистых и удобных квартирах в своём собственном квартале города с кладовыми, наполненными такими продовольственными товарами как вино, кофе и сахар, недоступными для всего населения. Уинстон удивился, что лифты в строении О’Брайена работают, телекраны могут быть отключены, а у О’Брайена есть азиатский слуга Мартин. Все члены внутренней партии имеют в распоряжении рабов, захваченных в спорной зоне, и «Книга» подсказывает, что у многих из них есть собственные автомобили или даже вертолёты. Тем не менее, «Книга» разъясняет, что даже условия, которыми наслаждаются члены Внутренней партии, лишь относительно комфортны, и они довольно посредственны с точки зрения дореволюционной элиты.
Пролы живут в бедности, и их держат в спокойствии с помощью алкоголя, порнографии и национальной лотереи, выигрыши в которой никогда не выплачиваются; это скрывается за пропагандой и отсутствием связи в Океании. В то же время пролы свободнее и испытывают меньше угроз, чем средний класс Внешней партии: они подвержены определённому уровню слежки, но от них не ожидают особого патриотизма. У них нет телекранов в домах, и поэтому они часто насмехаются над телекранами, которые встречают. «Книга» объясняет это тем, что обычно не низший, а средний класс начинает революцию. Режим требует жёсткого контроля среднего класса, нейтрализуя амбициозных членов Внешней партии либо путём повышения во Внутреннюю партию, либо «реинтегрируя» их с помощью Министерства любви, и пролам могут позволить интеллектуальную свободу из-за отсутствия самого интеллекта. Уинстон, тем не менее, верит, что «будущее лежит за пролами».
Уровень жизни населения в целом очень низок. Бытовые товары редки, а те, что доступны через официальные пути, низкого качества; например, несмотря на то, что Партия регулярно заявляет об увеличении производства обуви, более чем половина населения Океании ходит босиком. Партия заявляет, что бедность — это необходимая жертва во имя войны, и «Книга» подтверждает, что это отчасти верно, поскольку цель вечной войны — избавиться от излишнего промышленного производства. Члены Внешней партии и пролы время от времени получают доступ к товарам более хорошего качества на рынке, который торгует вещами, которые были вынесены из места жительства членов Внутренней партии.

#### Ангсоц
Ангсоц (английский социализм, в оригинале Ingsoc) возник на основе социалистической партии, но поскольку партия постоянно переписывает историю, невозможно установить точное происхождение английского социализма. Океания возникла в результате слияния американских государств с Британской империей. Большой Брат и Эммануэль Голдстейн привели партию к победе в социалистической революции, но затем Эммануэль Голдстейн стал врагом ангсоца.
В книге «Теория и практика олигархического коллективизма» Голдстейн описывает идеологию партии как олигархический коллективизм, который «отвергает и чернит все принципы, для которых социалистическое движение существовало, и делает это от имени социализма» (на основе двоемыслия).
Вездесущий, полумифический Большой Брат олицетворяет партию, его портреты постоянно изображаются на плакатах и телекранах. Ангсоц требует полного подчинения народа — умственного, нравственного и физического. Для достижения этой цели партия готова отправлять жителей на пытки (см. также Комната 101). Ангсоц представляет собой мастерски сложную систему психологического контроля, который заставляет признаться в мыслепреступлении и предать забвению мятежную мысль, любить только Большого Брата и партию.
Целью ангсоца является политический контроль и власть сама по себе, как объясняет О’Брайен Смиту.

#### Новояз
«Новояз» — особая форма языка и словарного запаса, которые распространяются в Океании. Новый язык формировался по принципу «невозможно сделать (и даже подумать) то, что нельзя выразить словами». Поэтому с каждым новым изданием словаря новояза из него выбрасывались слова и понятия, чуждые господствующей идеологии.
«Новояз — единственный язык, словарь которого не увеличивается, а уменьшается»
«Каждое сокращение было успехом, ибо чем меньше выбор слов, тем меньше искушение задуматься».
Зато появлялись новые слова, в основном, сокращения более длинных фраз, что тоже помогало избавиться от многозначности старояза. Например, фраза «идейно крепкий речекряк» означала похвалу человеку, который говорит идеологически выверенно, «без участия высших нервных центров».

#### Двоемыслие
Пояснить идею двоемыслия (англ. doublethink) можно следующим образом: на фронтоне здания, в котором работал герой романа, висели лозунги:
Война — это мир
Свобода — это рабство
Незнание — сила
Таким образом, двоемыслие — это способность искренне верить в две взаимоисключающие вещи, либо менять своё мнение на противоположное при идеологической необходимости.
Ключевым словом новояза было «белочёрный», содержавшее два взаимоисключающих понятия. Оно «означало привычку нагло, вопреки фактам, настаивать на том, что чёрное — бело». Для понимания лозунгов ангсоца (английского социализма, именно так определялся общественный строй в Океании), например для лозунга «Свобода — это рабство» тоже было необходимо двоемыслие.
В оруэлловской антиутопии делами войны ведало Министерство мира (на новоязе «минимир», англ. minipax), охраной правопорядка и преследованием мыслепреступников — Министерство любви (на новоязе «минилюб», англ. miniluv), а фальсификацией истории, СМИ, пропагандой, и сочинением примитивной литературы для пролов — Министерство правды (на новоязе «миниправ», англ. minitrue). Четвёртым столпом этого общества было Министерство изобилия (на новоязе «минизо», англ. miniplenty), ведавшее распределением скудных ресурсов, остававшихся после удовлетворения военных нужд.
В антиутопии Оруэлла «экономика существует только с помощью войны и для войны». Основная идея — без войны, благодаря техническому прогрессу, наступает перепроизводство товаров, идеологическое расшатывание, недовольство и, в конце концов, революция и смена элит. Поэтому в целях сохранения личной власти правители всех трёх государств вели бесконечную войну, основной целью которой было уничтожение ресурсов и направление мысли населения целиком на выживание. Естественно, победы в такой войне быть не могло, мелкие успехи (представляемые, разумеется, как ключевые победы) сменялись мелкими поражениями, и так до бесконечности.

#### Мыслепреступление
Мыслепреступле́ние (или, в переводе Иванова и Недошивина, преступмы́сль, англ. Thoughtcrime) — самое тяжкое из возможных преступлений в Океании, каралось смертью. Под это понятие попадает любая нелояльная мысль члена ангсоца, любой неосторожный жест или слово. Неправильное, с точки зрения идеологии правящей партии, выражение лица также является разновидностью мыслепреступления — лицепреступлением. Борьбой с мыслепреступниками в Океании занималась полиция мыслей, допросы обвиняемых проходили в Министерстве любви. Для обнаружения подозреваемых использовалась слежка, которую вели за гражданами агенты полиции мыслей и добровольцы (в том числе — ближайшие родственники мыслепреступников), а также телекраны.

### Министерства
В Лондоне, столице Взлётной полосы I, четыре министерства управления Океании расположены в пирамидальных зданиях (около 300 метров высотой), на фасадах которых можно увидеть три слогана Партии. В связи с тем, что особенности административного устройства Океании в романе не описаны, остаётся неясным, являются ли эти министерства органами центрального правительства, или же это управления соответствующих центральных министерств по провинции Взлётная полоса I государства Океания. Названия министерств на новоязе являются антонимами к их настоящим функциям. «Министерство мира занимается войной, министерство правды — ложью, министерство любви — пытками, министерство изобилия морит голодом» (Часть II, Глава IX).

#### Министерство мира
Министерство мира («минимир») отвечает за проведение военных действий и сообщает о событиях непрекращающейся войны между Океанией и другими мировыми державами.

#### Министерство правды
Министерство правды («миниправ»), место работы главного героя романа, занимается непрерывной фальсификацией различной исторической информации (статистических данных, исторических фактов) на всех уровнях информирования населения: СМИ, книгах, образовании, искусстве, спорте.

…Дело не только в том, что кого-то убили. Ты понимаешь, что прошлое, начиная со вчерашнего дня, фактически отменено? Если оно где и уцелело, то только в материальных предметах, никак непривязанных к словам, — вроде этой стекляшки. Ведь мы буквально ничего уже не знаем о революции и дореволюционной жизни. Документы все до одного уничтожены или подделаны, все книги исправлены, картины переписаны, статуи, улицы и здания переименованы, все даты изменены. И этот процесс не прерывается ни на один день, ни на минуту. История остановилась. Нет ничего, кроме нескончаемого настоящего, где партия всегда права. Я знаю, конечно, что прошлое подделывают, но ничем не смог бы это доказать — даже когда сам совершил подделку. Как только она совершена, свидетельства исчезают.

Минправ занимается не только переписыванием и интерпретацией реальных событий, но и сочиняет полностью вымышленные события и людей. Так Уинстон Смит придумал биографию товарища Огилви — образцового гражданина, отдавшего жизнь за дело Партии:
Товарищ Огилви никогда не существовал в настоящем, а теперь существует в прошлом — и, едва сотрутся следы подделки, будет существовать так же доподлинно и неопровержимо, как Карл Великий и Юлий Цезарь.
Оригинальный текст (англ.)Comrade Ogilvy, who had never existed in the present, now existed in the past, and when once the act of forgery was forgotten, he would exist just as authentically, and upon the same evidence, as Charlemagne or Julius Caesar.«1984», Часть I, Глава 4. Пер. с англ. В. П. Голышева

#### Министерство изобилия
Министерство изобилия («минизо») нормирует и контролирует поставки еды, товаров и предметов быта. Каждый квартал Минизо публикует ложные заявления об улучшении уровня жизни, в то время как в действительности оно, как правило, сокращает и уменьшает наименования, доступность и количество товаров народного потребления. Министерство правды подкрепляет заявления министерства изобилия путём исправления экономической информации для подтверждения текущего, «улучшенного» уровня жизни.

#### Министерство любви
Министерство любви («минилюб») занимается распознаванием, перевоспитанием и уничтожением («распылением») настоящих и потенциальных мыслепреступников. Как Уинстон знает по опыту, мыслепреступников ломают физически и нравственно, используя пытки и психологическое давление, а затем, когда те находятся на грани полной умственной и духовной капитуляции, отправляют в комнату 101 испытать «то, что хуже всего на свете» — пока любовь к Старшему Брату не вытеснит оставшиеся у них независимость мышления и человеческие чувства окончательно.

### Телекран
Телекра́н (также монито́р или телескри́н) — устройство, совмещающее в себе телевизор с единственным каналом и видеокамеру, которую нельзя выключить. В каждом помещении, где бывали члены партии, находился отдельный телекран, через который круглосуточно транслировались передачи и проводилась слежка за людьми. Телекраны практически полностью отсутствовали в домах пролов (беспартийных), а в домах членов Внутренней Партии, хотя и имелись в обязательном порядке, но были снабжены выключателем, которым можно было воспользоваться на период не более получаса в день.

## Темы

### Цензура
Одна из главных тем романа «Тысяча девятьсот восемьдесят четвёртый» — это цензура. В Министерстве правды изменяют фотографии и переписывают публичные архивы, чтобы избавиться от «нелиц» (людей, которые стираются из истории силами Партии). На телекранах все показатели производства крайне преувеличиваются или даже просто придумываются, чтобы указать на постоянно растущую экономику. Небольшой пример бесконечной цензуры состоит в том, что Уинстону дали задание устранения отсылки к «нелицу» в газетной статье. Он приступает к написанию статьи о Товарище Огилви, выдуманном члене Партии, который показал великий героизм, прыгнув в океан с вертолёта, чтобы посылки, которые он нёс, не попали в руки врага.

### Национализм
«Тысяча девятьсот восемьдесят четвёртый» раскрывает темы, изложенные в эссе Оруэлла «Заметки о национализме» о недостатке лексики, необходимой для объяснения непризнанных явлений за некоторыми политическими силами. В «1984» на эту тему обращается искусственный, минималистский язык партии «Новояз».
- Позитивный национализм: бесконечная любовь Океании к Большому Брату; Нео-торизм, кельтский национализм и британский израильизм, как утверждает Оруэлл, определяются любовью.
- Отрицательный национализм: бесконечная ненависть Океании к Эммануэлю Голдстейну.
- Перенесённый национализм: враг Океании меняется и оратор меняется на полуслове. Толпа мгновенно передаёт свою ненависть новому врагу. Перенесённый национализм быстро перенаправляет эмоции от одного энергоблока к другому (например, коммунизм, пацифизм, чувство цвета и чувство класса). Это происходит во время Недели ненависти, партийного митинга против изначального врага. Толпа дичает и рвёт плакаты, которые теперь нацелены против нового союзника, и многие говорят, что эти плакаты должны быть делом рук агента своего нового врага и бывшего друга. Многие из толпы, должно быть, повесили плакаты ещё перед митингом, но считают, что такое положение дел всегда имело место.

### Слежка
Жители Океании, особенно члены Внешней партии, не имеют реальной конфиденциальности. Многие из них живут в квартирах, оборудованных телекранами, чтобы за ними можно было наблюдать или прослушивать в любое время. Подобные телекраны можно найти в рабочих и общественных местах, вместе со скрытыми микрофонами. Письменная корреспонденция вскрывается и читается правительством до её доставки. Полиция Мыслей использует тайных агентов, которые представляют себя как обычные граждане и сообщают о любых людях с подозрительным поведением. Одна из основных обязанностей детей — сообщать о подозрительных лицах правительству, даже о своих родителях. Граждане контролируются, и самое маленькое проявление мыслепреступления, даже такое маленькое, как выражение лица, может привести к немедленному аресту. Таким образом, граждане, особенно члены партии, вынуждены подчиняться.

### Футурология
В книге член Внутренней партии О’Брайен описывает представления Партии о будущем:
Исчезнет любознательность, жизнь не будет искать себе применения. С разнообразием удовольствий мы покончим. Но всегда — запомните, Уинстон, — всегда будет опьянение властью, и чем дальше, тем сильнее, тем острее. Всегда, каждый миг, будет пронзительная радость победы, наслаждение оттого, что наступил на беспомощного врага. Если вам нужен образ будущего, вообразите сапог, топчущий лицо человека — вечно. — Часть III, Глава III, «Тысяча девятьсот восемьдесят четвёртый»

## Восприятие
Хотя в Европе 1940-х годов имели смутные представления о том, что происходило в Советской России, эти представления стали прототипом Британии будущего в книге. В СССР книга незамедлительно была объявлена антисоветской и попала в список запрещённой литературы, под запретом она была до 1988 года.

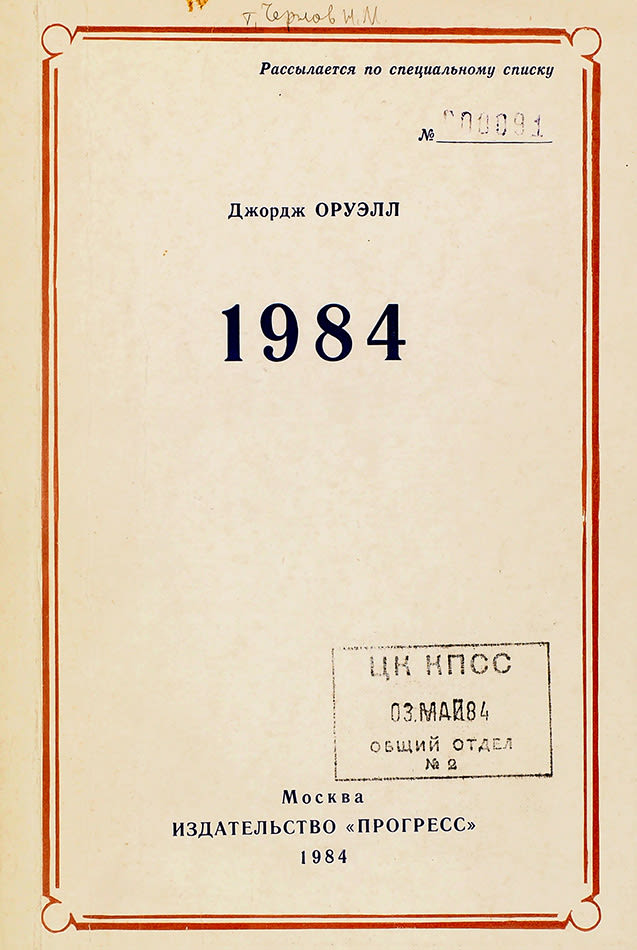
Роман «1984» изданный издательством «Прогресс» (Москва) в 1984 году. Ограниченный тираж, только для членов ЦК КПСС, каждый экземпляр имел уникальный номер

В 2003 году роман «1984» занял восьмое место в списке «200 лучших романов по версии Би-би-си».
В 2009 году газета The Times включила роман «1984» в список 60 лучших книг, опубликованных за последние 60 лет, а журнал Newsweek поставил роман на второе место в списке ста лучших книг всех времён и народов.
В 2013 году The Guardian провела опрос на тему, хорошо ли Оруэлл спрогнозировал будущее. На вопрос «Прав ли был Оруэлл относительно направления развития общества?» 89 % ответили «Да».
В 2017 году книга стала бестселлером в США, возглавив рейтинг продаж на Amazon. Это произошло после заявления советника нового президента США Дональда Трампа Келлиэнн Конуэй о том, что говоривший о рекордном количестве зрителей на инаугурации (утверждение не соответствовало истине) пресс-секретарь президента Шон Спайсер не врал, а приводил «альтернативные факты».
Роман стал самой продаваемой книгой крупнейшей в России издательской группы Эксмо-АСТ за 2010—2019 годы. По данным издательства, в этот период было продано 1,8 млн экземпляров «1984» (включая электронные и аудиокниги).
В 2018 году режиссёр Агнешка Холланд сняла фильм Гарет Джонс о британском журналисте, посетившем СССР в 1933 году и первым рассказавшем миру о голоде на Украине. Одним из персонажей фильма является Джордж Оруэлл. Фильм имеет много отсылок к романам «1984» и «Скотный двор».
В 2022 году по данным магазина электронных книг и аудиокниг ЛитРес роман «1984» занял второе место по количеству продаж.

## Критика
Знавший Оруэлла лично Исаак Дойчер в 1955 году писал, что Оруэлл написал свой роман прежде всего под впечатлением от «Большого террора» в сталинском СССР, поэтому центральное место в нём занимают сфабрикованные обвинения, аресты, пытки, расстрелы. Но при этом Дойчер отмечает, что Оруэлл поместил в роман много реалий современной ему Великобритании. В частности, Дойчер обращает внимание на описание того, что Министерство правды выпускало, среди прочего, низкопробные газеты на потребу пролетариям, «не содержавшие ничего, кроме спорта, уголовной хроники и астрологии, забористые пятицентовые повестушки, скабрезные фильмы, чувствительные песенки, сочиняемые чисто механическим способом — на особого рода калейдоскопе, так называемом версификаторе». В сталинском СССР ничего подобного не было, но как раз для западного мира такого рода реалии были очень характерны. Поэтому Дойчер пишет, что хотя многие сразу после публикации романа восприняли его как направленный против СССР (Дойчер упоминает, в частности, свой разговор с продавцом в Нью-Йорке, который сказал: «Вы должны прочитать его. Тогда вы поймёте, почему мы должны сбросить атомную бомбу на большевиков!»), такое понимание неверно.
Советский философ Эвальд Ильенков считал, что коммунистическая антиутопия Оруэлла прекрасно демонстрировала тенденции эволюции частнособственнического общества. Эти тенденции находят своё выражение в том, что обозначалось в западноевропейской философии до последнего времени ёмким, хотя и не всегда определённым термином «отчуждение». «Поэтому, — пишет Ильенков, — скажем, кошмары Олдоса Хаксли и Джорджа Оруэлла на самом-то деле — независимо от иллюзий самих авторов этих антиутопий — рисуют вовсе не перспективу эволюции социалистического общества, а как раз грозную перспективу развития частнокапиталистической формы собственности. Рисуя по внешним приметам и признакам „современный коммунизм“, эти авторы на самом деле прочерчивают, по существу, линию дрейфа товарно-капиталистического строя жизни. Потому-то эти кошмары так и пугают гуманиста-интеллигента „западного мира“. Нас они не пугают. Мы понимаем эти тенденции как наш вчерашний, хотя и не до конца ещё пережитый день».
Русский публицист Сергей Кара-Мурза отмечает, что в своей антиутопии «1984» Оpуэлл описывал именно совpеменное западное общество, пеpеживающее «вывеpт демокpатии» — искусственный тоталитаризм, одним из сpедств власти котоpого был новояз, искусственный язык с замещёнными смыслами. Этот новояз — доведённый до логического пpедела язык совpеменного общества, язык пpессы.
Поэт и публицист Дмитрий Быков считает роман актуальным, при этом отмечает изменение отношения к роману со временем: «Короче, бытовало мнение, что Оруэлл силён как социальный мыслитель и относительно бледен, трафаретен как художник. Оказалось наоборот».
Палеонтолог, популяризатор науки и писатель Кирилл Еськов в своём эссе «Наш ответ Фукуяме» весьма критично отозвался о романе, считая, что весь этот набор ужасов действует только на «барышень», а ангсоц нежизнеспособен в реальной жизни: «будучи ввергнут в грубую реальность, он сдохнет точно так же, как ужасные уэллсовские марсиане».
Русский писатель, драматург и эссеист Евгений Попов высказывался о романе и его авторе в положительном ключе: «…Оруэлл просто-напросто был умнее и основательнее своих прославленных литературных сверстников. И всякий там „Ангсоц“, гениально придуманный им, в 1948 году, когда была написана эта книга, ещё не наступил, Оруэлл опередил реальность на полвека».
В мае 2022 года официальный представитель МИД Мария Захарова на встрече со студентами сказала: «Много лет мы считали, что Оруэлл описал тоталитаризм. Это один из глобальных фейков. Оруэлл писал про конец либерализма. Он написал, как либерализм заведёт человечество в тупик. Оруэлл не писал про СССР. Он писал про общество, в котором жил, про крах идеи либерализма. А вам навязывали, что он писал о вас. Западная либеральная тоталитарная система убьёт цивилизацию.»

## Продолжения
- «1985» — сиквел романа «1984», автор — английский писатель Энтони Бёрджесс.
- «1985» — сиквел романа «1984», автор — венгерский писатель и диссидент Дьёрдь Далош[39].
- «1984. Джулия» — роман Сандры Ньюман, вышедший в 2023 году, в котором события книги Оруэлла излагаются от лица Джулии.

## Адаптации

### Переводы на русский язык
Первый перевод романа на русский язык печатался в эмигрантском журнале «Грани» в 1955—1956 гг. и был выпущен отдельной книгой в 1957 году. Одним из первых переводов романа в СССР, стал перевод Эвальда Ильенкова с немецкого издания. Другие переводы осуществлены в конце 1980-х годов. В 2021 в издательстве «Альпина Паблишер» вышел новый, современный перевод Леонида Бершидского. В 2022 году в издательстве АСТ вышел перевод Дарьи Целовальниковой.
«…за пару‑тройку десятилетий язык меняется, причем особенно быстро устаревает разговорная лексика. Если мы переводим произведение для широкого круга читателей, а не для узких специалистов, то оно должно быть на языке поколения — при таком подходе каждый новый перевод классического произведения становится также и памятником эпохе. Разумеется, речь не идет о том, чтобы привносить в оригинал то, чего нет у автора — мы говорим о тонких стилистических нюансах, о выборе тех или иных лексических оттенков, о синтаксических средствах — в общем, инструментарии искусного мастера слова».
В связи с существованием разных переводов может возникнуть путаница в названии базовых понятий романа. В русском переводе Виктора Голышева некоторые термины отличны от перевода Д. Иванова и В. Недошивина (их варианты — в скобках):
- телекран («монитор»[прим. 2]);
- Взлётная полоса I («Военно-воздушная Зона № 1»);
- Старший Брат («Большой Брат»).

### Экранизации
- «1984» — фильм Рудольфа Картье, снят в 1954 году
- «1984» — фильм Майкла Андерсона, снят в 1956 году.
- «1984» — фильм Майкла Рэдфорда, снят в 1984 году.
- «1984» — фильм Дианы Ринго, снят в 2023 году.

В ноябре 2022 года было объявлено, что экранизация романа «1984» от финского режиссёра Дианы Ринго выйдет на экраны в 2023 году. Фильм является первой русскоязычной экранизацией романа. Фильм стал доступен на платформе Amazon Prime начиная с 15 ноября 2023.

### Радиопостановки
В 1990 году в СССР вышла радиопостановка в двух частях по мотивам романа, текст читал Эммануил Виторган.

### Аудиокниги
Существует много вариантов аудиокниг как на английском, так и на других языках, в том числе несколько декламаторов озвучили русские переводы романа. В 2022 году из-за значительно возросшего интереса к роману среди русскоязычной аудитории появилось сразу несколько новых изданий аудиокниг.
В 2024 году было объявлено, что Audible выпустит аудиокнигу по роману с голосами Эндрю Гарфилда, Тома Харди и оригинальным саундтреком в исполнении оркестра из 60 человек.